# Hrabstwo Transylvania
Hrabstwo Transylvania – hrabstwo w stanie Karolina Północna w USA.

## Geografia
Według United States Census Bureau całkowita powierzchnia hrabstwa wynosi 985 km² z czego 980 km² stanowią lądy, a 5 km² stanowią wody. Według szacunków w roku 2010 hrabstwo zamieszkiwało 33 090 mieszkańców. Jego siedzibą administracyjną jest Brevard.

### Miasta
- Brevard
- Rosman

### Sąsiednie hrabstwa
- Hrabstwo Henderson (wschód)
- Hrabstwo Greenville (południowy wschód)
- Hrabstwo Pickens (południe)
- Hrabstwo Oconee (południowy zachód)
- Hrabstwo Jackson (zachód)
- Hrabstwo Haywood (północny zachód)
- Hrabstwo Buncombe (północny wschód)